# Patrick Prévot
 (septembre 2024).
Pour les articles homonymes, voir Prévot.
Patrick Prévot, né le 21 avril 1983 à Mons, est un homme d'État belge francophone, membre du Parti socialiste (Belgique). Après avoir étudié la communication à la Haute École Albert Jacquard, il devient secrétaire particulier d'Elio Di Rupo. Il a obtenu son premier mandat politique à Soignies en y devenant conseiller communal en 2006. Il brigua un mandat régional aux élections de 2014 et fut élu député au Parlement Wallon ainsi qu'au Parlement de la Communauté française. Il devint finalement député fédéral à la suite des élections de 2019 où il fut élu sur la liste PS, occupant la quatrième place sur cette même liste.

## Biographie
Formé en communication (HEAJ) il fut, notamment, le Secrétaire particulier du Premier ministre Elio Di Rupo,.
À la suite des élections du 25 mai 2014  il devient député wallon et du parlement de la Fédération Wallonie-Bruxelles. Peu après, il sera également désigné Sénateur.
Au Parlement de Wallonie, il était membre effectif dans les commissions « Emploi et Formation » et « Agriculture et Tourisme ».
À la Fédération Wallonie-Bruxelles, il siégeait dans les commissions « Culture et de l'Enfance » ainsi que dans la commission « Enseignement supérieur, de la Recherche et des Médias ».
Lors des élections internes au parti du 22 novembre 2014, il est élu vice-président de la Fédération Socialiste de Soignies avec plus de 88 % des votes exprimés par ses militants.
Conseiller communal depuis 2006, président du Quinquet ASBL (EFT) et président du Football Club de Casteau, il est très impliqué au niveau local.
Le 20 juin 2019, Patrick Prévot devient Député fédéral à la Chambre des Représentants. Au Parlement fédéral, il siège dans la Commission de la Santé et de l'Egalité des chances ainsi que dans la Commission de l'Economie, de la Protection des consommateurs et de l'Agenda numérique.

## Député fédéral (2019-2024)
Le début de sa législature est marqué par la crise du coronavirus. Déjà commissaire de la Commission d’enquête Publifin au Parlement wallon, il endosse une seconde fois ce rôle dans la Commission spéciale Covid dont il sera rapporteur.
Après la pandémie, il sera à l'initiative de multiples propositions de loi, comme le droit à l'oubli pour les personnes rétablies du cancer dans le domaine des assurances, un meilleur remboursement des prothèses auditives, la gratuité des premiers frais de rappel ou encore une facilité de résiliation des contrats d'assurance.     
Patrick Prévot porte également un texte qui dépénaliserait complètement l’avortement, et allongerait le délai actuellement limité à 12 semaines. Néanmoins, le texte ne trouve pas de consensus au sein de la coalition Vivaldi. Après la fin de l’arrêt Roe vs. Wade par la Cour suprême des États-Unis d’Amérique en juin 2022, il propose de constitutionnaliser le droit à l’IVG en Belgique. 
À l’écoute du secteur associatif et des citoyens, il relaie leurs préoccupations lors de ses interpellations aux membres du gouvernement sur des sujets divers et variés : inégalités en matière de soins de santé, risques de la fracture numérique, racisme dans le monde du football, lutte contre la pédopornographie, incidents anti-Wallons au Festival Pukkelpop, extension du PVT australien à 35 ans, etc.
À la suite de la mobilisation des agriculteurs au début de l'année 2024, il dépose en urgence avant la dissolution des chambres une proposition de loi visant à leur garantir une meilleure rémunération.   
Lors des élections législatives fédérales du 9 juin 2024, il est réélu Député fédéral. 

## Décoration
- Chevalier de l'ordre de Léopold (2024)[7]

## Fonctions politiques
- Depuis 2006 : Conseiller communal à Soignies
- 2014-2019 : Député wallon au Parlement de Wallonie et Sénateur
- Depuis 2019 : Député fédéral à la Chambre des Représentants

## Sites externes
- Patrick Prévot, Parti socialiste
- Patrick Prévot, parlement de la Fédération Wallonie-Bruxelles
- Patrick Prévot, parlement fédéral